# 트라페준타 제국

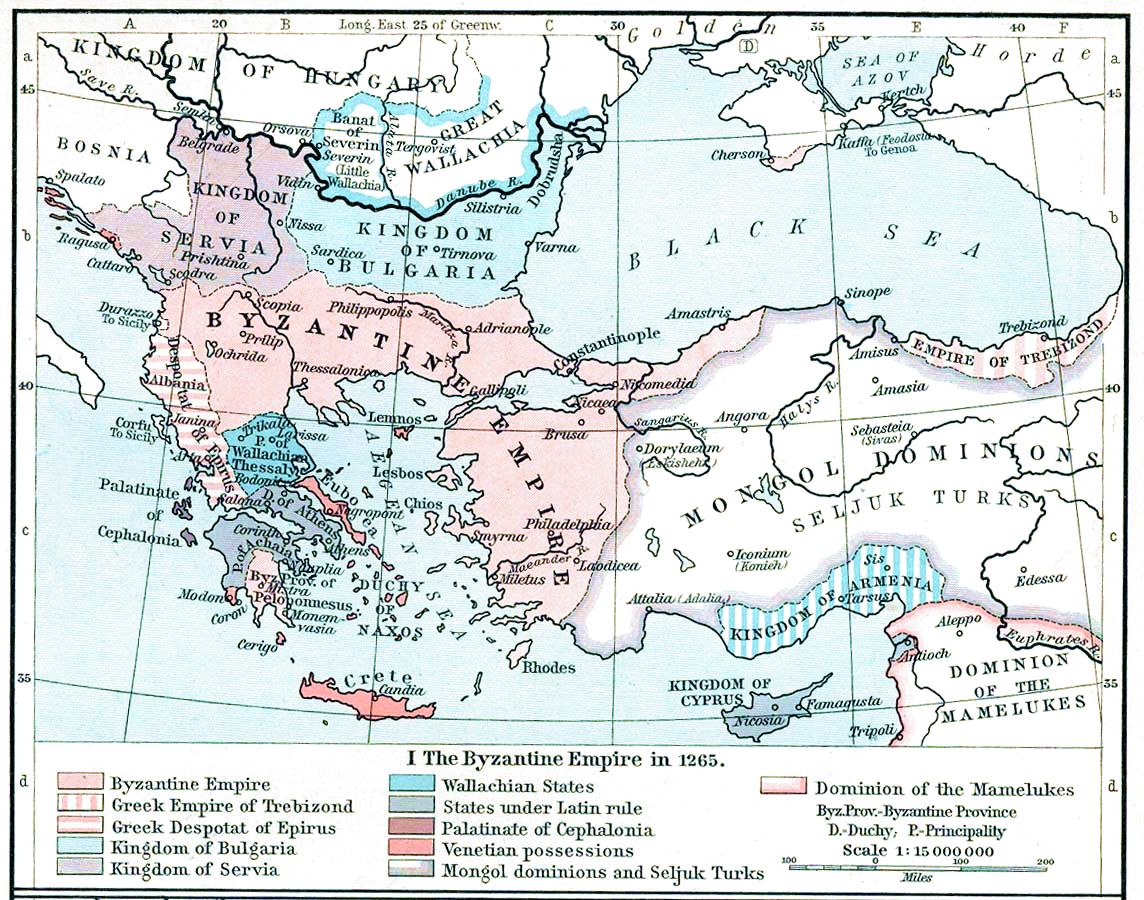
1265년 당시 십자군 국가와 트라페준타 제국 등 비잔티움계 국가들의 판도

트라페준타 제국(중세 그리스어: Βασίλειον τής Τραπεζούντας) 혹은 트레비존드 제국은 동로마 제국의 세 후계국 가운데 하나로서 1204년에 창건되었다. 트라페준타(현재의 터키의 트라브존)를 수도로 삼았다. 트라페준타 제국의 건국은 제4차 십자군과 직접적인 연관이 없으며, 콘스탄티노폴리스가 함락되기 몇 주 전에 갈라져 나왔다.
트라페준타 제국은 동로마 제국의 후계국들 중에서는 가장 오래 생존했다. 트라페준타 제국은 오스만 투르크 뿐만 아니라 제노바, 이탈리아와 지속적으로 충돌했다. 트라페준타는 주변 강국과의 정략 결혼을 함으로써 생존해나갔고 독립성을 유지하는데 필요한 자원은 제노바와 베네치아 상인과의 무역에서 얻어 이어나갔다
동로마 제국 콤니노스 왕조의 마지막 황제인 안드로니코스 1세 콤니노스의 손자 알렉시오스 1세 콤니노스가 1204년 4월 트라페준타를 점령해 건국했으며, 콤니노스 왕조의 주류를 계승하는 것으로서 대(大) 콤니노스 가(家)라 칭하였다.
1461년에 오스만 제국에게 멸망할 때까지 약 250년간 존속해 역사상 마지막 동로마계 국가가 되었다. 별로 강대한 국가는 아니었으며 그 범위도 흑해 남부 연안을 벗어나지 못하였으나, 동서 교역로의 도상에 위치하는 지리적 이점 덕분에 이 나라는 많은 부를 얻을 수 있었고, 주변의 조지아나 아르메니아 등 기독교 문화권과의 교류도 활발했다.

## 역사

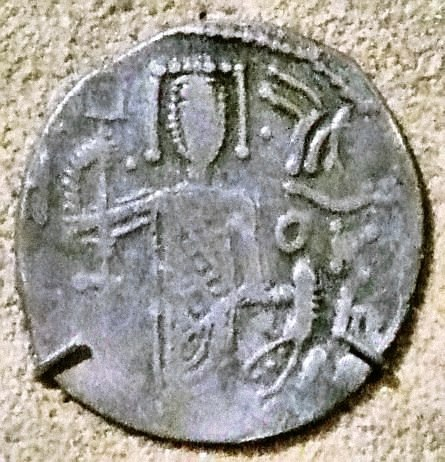
마누엘 1세 콤네노스.

1204년 4월 초, 알렉시오스 콤니노스는 당시 제4차 십자군이 콘스탄티노폴리스 앞에 들이닥쳐 동로마 중앙정부가 다른 곳에 관여할 겨를이 없는 틈을 타, 친척인 조지아의 타마르의 군대로 트라페주스와 주변 칼디아 주를 장악하면서 트라페준타 제국을 세웠다. 이때부터 트라페준타와 조지아의 관계가 돈독해졌는데, 다만 그 성격과 정도에 대해서는 논란의 여지가 있다.
알렉시오스 콤니노스는 콤니노스 왕조의 마지막 동로마 황제인 안드로니코스 1세 콤니노스의 손자이며, 아버지는 마누일 콤니노스로, 조지아의 기오르기 3세의 딸 루수단과 혼인하였다. 1185년 안드로니코스 1세는 폐위되어 죽고, 아들 마누엘은 눈이 멀어 얼마 뒤에 죽었다. 루수단은 아들 알렉시오스와 다비드를 데리고 새 황제 이사키오스 2세 앙겔로스의 박해를 피하여 수도에서 탈출하였다. 이때 루수단이 친정 조지아로 갔는지 아니면 콤네노스 가의 본거지인 흑해 남부 연안으로 갔는지는 확실하지 않다.
트라페준타의 지배자는 다른 동로마 후계국인 니케아 제국이나 에페이로스 공국처럼 자신들을 '메가스 콤네소스'("대 콤네노스")라고 칭하였으며, 처음에는 전통적인 동로마 황제의 칭호인 "로마인의 황제 및 전제자"라고 주자하였다. 그러나 1282년 복원된 동로마 제국과 합의하여, 트라페준타 지배자의 공식 칭호를 "페라테이아 및 이베리아와 동방 전체의 황제 및 전제자"라고 바꾸어, 1461년 멸망할 때까지 그렇게 불렀다. 트라페준타 제국은 종종 황가의 이름을 따 '콤네노스 제국'이라 칭하기도 한다.
트라페준타는 처음에 소테리우폴리스에서 시노페 사이의 흑해 남부 연안 인접 지방을 지배하였는데, 현대 터키의 행정 구역상 시놉, 오르두, 기레순, 트라브존, 바이부르트, 귀뮈샤네, 리제, 아르트빈에 해당한다. 13세기에 제국은 크림반도의 케르소네소스와 케르치 등 페라테이아를 지배하였으며, 알렉시오스의 동생은 급속하게 서쪽으로 확대하여 처음으로 시노페를 점령하고 파플라고니아와 헤라클레이아 폰티케(오늘날 삼순 주와 더불어 카스타모누 주, 바르틴 주, 종굴다크 주의 해안 지역)까지 지배하여 테오도로스 1세 라스카리스가 세운 니케아 제국과 국경을 맞대게 되었다. 그러나 이러한 영토 확장은 오래 가지 못하였으며, 시노페 서쪽 영토는 1206년 니케아 제국에 빼앗겼으며, 시노페는 1214년 셀주크 투르크에 잃었다.
이후에도 몽골족, 비잔틴인들에게 지배되기도 했으나 직접적인 지배를 받지는 않았다. 그 이유는 트라페준타 제국의 지정학적 위치가 상대적으로 고립되어 있어 접근하기가 어려웠고, 그 적대국들 사이에 분쟁이 있었기 때문이었다. 제국의 번영은 부분적으로는 생산품(은·철·명반석·의류·흑포도주) 수출에 바탕을 두고 있었으며, 일부는 이란 서부지역으로 가는 교역품에 대한 통과세로 이루어졌다. 1461년 영토가 오스만 제국에 합병되면서 왕조는 막을 내리게 되었다.

## 역대 군주
- 알렉시오스 1세(재위 1204-1222)
- 안드로니코스 1세(재위 1222-1235) - 알렉시오스 1세의 사위
- 요안니스 1세(재위 1235–1238) - 알렉시오스 1세의 장남
- 마누일 1세(재위 1218-1263) - 알렉시오스 1세의 차남
- 안드로니코스 2세(재위 1263–1266) - 마누일 1세의 장남
- 요르요스(재위 1266–1280) - 마누일 3세의 제3황후의 아들
- 요안니스 2세(재위 1280-1284, 1285–1297) - 게오르기오스의 동생
- 테오도라(재위 1284–1285) - 마누일 1세의 딸.
- 알렉시오스 2세(재위 1297–1330) - 요르요스의 아들
- 안드로니코스 3세(재위 1330–1332) - 알렉시오스 2세의 장남
- 마누일 2세(재위 1333) - 안드로니코스 3세의 사생아
- 바실리오스(1332–1340) - 알렉시오스 2세의 아들
- 이리니(재위 1340–1341)
- 안나(재위 1341-1342)
- 미하일(재위 1341, 1344-1349) - 요한네스 2세의 아들
- 요안니스 3세(1342 - 1344) - 미카엘의 아들.
- 알렉시오스 3세(1349 - 1390) - 바실리오스의 아들.
- 마누일 3세(1390 - 1417) - 알렉시오스 3세의 아들.
- 알렉시오스 4세(1417 - 1429) - 마누일 3세의 아들.
- 요안니스 4세 (1429~1459) - 알렉시오스 4세의 아들.
- 다비드(1459 - 1461) - 알렉시오스 4세의 아들.

## 같이 보기
- 동로마 제국
- 니케아 제국